# Danh sách đĩa đơn quán quân Hot 100 năm 1996 (Mỹ)
Billboard Hot 100, công bố hàng tuần bởi tạp chí Billboard, là bảng xếp hạng các đĩa đơn thành công nhất tại thị trường âm nhạc Hoa Kỳ. Các số liệu cho việc xếp hạng được Nielsen SoundScan tổng hợp chung dựa trên doanh số đĩa thường và nhạc số và tần suất phát trên sóng phát thanh.

## Lịch sử xếp hạng
| Ngày        | Bài hát                                 | Nghệ sĩ                                                                | Nguồn |
| ----------- | --------------------------------------- | ---------------------------------------------------------------------- | ----- |
| 6 tháng 1   | "One Sweet Day"                         | Mariah Carey và Boyz II Men                                            | [ 1 ] |
| 13 tháng 1  | "One Sweet Day"                         | Mariah Carey và Boyz II Men                                            | [ 2 ] |
| 20 tháng 1  | "One Sweet Day"                         | Mariah Carey và Boyz II Men                                            | [ 3 ] |
| 27 tháng 1  | "One Sweet Day"                         | Mariah Carey và Boyz II Men                                            |       |
| 3 tháng 2   | "One Sweet Day"                         | Mariah Carey và Boyz II Men                                            |       |
| 10 tháng 2  | "One Sweet Day"                         | Mariah Carey và Boyz II Men                                            |       |
| 17 tháng 2  | "One Sweet Day"                         | Mariah Carey và Boyz II Men                                            |       |
| 24 tháng 2  | "One Sweet Day"                         | Mariah Carey và Boyz II Men                                            |       |
| 2 tháng 3   | "One Sweet Day"                         | Mariah Carey và Boyz II Men                                            |       |
| 9 tháng 3   | "One Sweet Day"                         | Mariah Carey và Boyz II Men                                            |       |
| 16 tháng 3  | "One Sweet Day"                         | Mariah Carey và Boyz II Men                                            |       |
| 23 tháng 3  | "Because You Loved Me"                  | Céline Dion                                                            |       |
| 30 tháng 3  | "Because You Loved Me"                  | Céline Dion                                                            |       |
| 6 tháng 4   | "Because You Loved Me"                  | Céline Dion                                                            |       |
| 13 tháng 4  | "Because You Loved Me"                  | Céline Dion                                                            |       |
| 20 tháng 4  | "Because You Loved Me"                  | Céline Dion                                                            |       |
| 27 tháng 4  | "Because You Loved Me"                  | Céline Dion                                                            |       |
| 4 tháng 5   | "Always Be My Baby"                     | Mariah Carey                                                           |       |
| 11 tháng 5  | "Always Be My Baby"                     | Mariah Carey                                                           |       |
| 18 tháng 5  | "Tha Crossroads"                        | Bone Thugs-N-Harmony                                                   |       |
| 25 tháng 5  | "Tha Crossroads"                        | Bone Thugs-N-Harmony                                                   |       |
| 1 tháng 6   | "Tha Crossroads"                        | Bone Thugs-N-Harmony                                                   |       |
| 8 tháng 6   | "Tha Crossroads"                        | Bone Thugs-N-Harmony                                                   |       |
| 15 tháng 6  | "Tha Crossroads"                        | Bone Thugs-N-Harmony                                                   |       |
| 22 tháng 6  | "Tha Crossroads"                        | Bone Thugs-N-Harmony                                                   |       |
| 29 tháng 6  | "Tha Crossroads"                        | Bone Thugs-N-Harmony                                                   |       |
| 6 tháng 7   | "Tha Crossroads"                        | Bone Thugs-N-Harmony                                                   |       |
| 13 tháng 7  | "How Do U Want It" / "California Love"  | 2Pac hợp tác với K-Ci and JoJo / hợp tác với Dr. Dre và Roger Troutman |       |
| 20 tháng 7  | "How Do U Want It" / "California Love"  | 2Pac hợp tác với K-Ci and JoJo / hợp tác với Dr. Dre và Roger Troutman |       |
| 27 tháng 7  | "You're Makin' Me High" / "Let It Flow" | Toni Braxton                                                           |       |
| 3 tháng 8   | "Macarena" (Bayside Boys Mix)           | Los Del Rio                                                            |       |
| 10 tháng 8  | "Macarena" (Bayside Boys Mix)           | Los Del Rio                                                            |       |
| 17 tháng 8  | "Macarena" (Bayside Boys Mix)           | Los Del Rio                                                            |       |
| 24 tháng 8  | "Macarena" (Bayside Boys Mix)           | Los Del Rio                                                            |       |
| 31 tháng 8  | "Macarena" (Bayside Boys Mix)           | Los Del Rio                                                            |       |
| 7 tháng 9   | "Macarena" (Bayside Boys Mix)           | Los Del Rio                                                            |       |
| 14 tháng 9  | "Macarena" (Bayside Boys Mix)           | Los Del Rio                                                            |       |
| 21 tháng 9  | "Macarena" (Bayside Boys Mix)           | Los Del Rio                                                            |       |
| 28 tháng 9  | "Macarena" (Bayside Boys Mix)           | Los Del Rio                                                            |       |
| 5 tháng 10  | "Macarena" (Bayside Boys Mix)           | Los Del Rio                                                            |       |
| 12 tháng 10 | "Macarena" (Bayside Boys Mix)           | Los Del Rio                                                            |       |
| 19 tháng 10 | "Macarena" (Bayside Boys Mix)           | Los Del Rio                                                            |       |
| 26 tháng 10 | "Macarena" (Bayside Boys Mix)           | Los Del Rio                                                            |       |
| 2 tháng 11  | "Macarena" (Bayside Boys Mix)           | Los Del Rio                                                            |       |
| 9 tháng 11  | "No Diggity"                            | BLACKstreet hợp tác với Dr. Dre                                        |       |
| 16 tháng 11 | "No Diggity"                            | BLACKstreet hợp tác với Dr. Dre                                        |       |
| 23 tháng 11 | "No Diggity"                            | BLACKstreet hợp tác với Dr. Dre                                        |       |
| 30 tháng 11 | "No Diggity"                            | BLACKstreet hợp tác với Dr. Dre                                        |       |
| 7 tháng 12  | "Un-Break My Heart"                     | Toni Braxton                                                           |       |
| 14 tháng 12 | "Un-Break My Heart"                     | Toni Braxton                                                           |       |
| 21 tháng 12 | "Un-Break My Heart"                     | Toni Braxton                                                           |       |
| 28 tháng 12 | "Un-Break My Heart"                     | Toni Braxton                                                           |       |